# Divisional Cemetery
Divisional Cemetery is een Britse militaire begraafplaats met gesneuvelden uit de Eerste Wereldoorlog, gelegen in het Belgische dorp Vlamertinge, een deelgemeente van Ieper. De begraafplaats werd ontworpen door Edwin Lutyens en ligt 2 km ten westen van het centrum van Ieper en 2,6 km ten oosten van de kerk van Vlamertinge. Ze heeft een min of meer driehoekig grondplan met een oppervlakte van 1.430 m² en wordt onderhouden door de Commonwealth War Graves Commission.  
Er liggen 283 doden begraven waaronder 6 niet geïdentificeerde.

## Geschiedenis
Het nabijgelegen kasteel Rossières Château werd door verschillende divisies als hoofdkwartier gebruikt, vandaar de naam Divisional Cemetery. Op deze plek werden in 1914 enkele Belgische slachtoffers begraven. Deze graven zijn ondertussen verwijderd. De begraafplaats werd gebruikt door Britse troepen van eind april 1915 tot mei 1916. Er is een collectief graf van 23 manschappen van de 2nd Duke of Wellington's (West Riding) Regiment die tijdens een Duitse gasaanval op Hill 60 sneuvelden op 5 mei 1915. Vanaf juli 1917 werd de begraafplaats opnieuw gebruikt, vooral door artillerie-eenheden waarvan vele manschappen tijdens de Derde Slag om Ieper omkwamen, waardoor de begraafplaats gevoelig werd uitgebreid. 
Er liggen nu 283 slachtoffers waaronder 192 Britten (waaronder 5 niet geïdentificeerde), 26 Canadezen (waaronder 1 niet geïdentificeerde) en 65 Nieuw-Zeelanders.
Het kasteel dat binnen het bereik van de Duitse artillerie lag, bleef nagenoeg intact omdat naar verluidt de Duitse generaal Moritz von Bissing tijdens zijn verblijf aldaar in oktober 1914, zodanig ingenomen was met de charme van het gebouw dat hij het niet liet aanvallen. Het kasteel werd echter in 1920 vernield door de ontploffing van een munitiedepot.
De begraafplaats werd in 2009 als monument beschermd.

## Graven
- kanonnier Thomas Gordon Smith diende onder het alias Thomas Gordon Colquhoun bij de Canadian Field Artillery.

### Onderscheiden militairen
- Victor Rogers, majoor bij de New Zealand Field Artillery werd onderscheiden met de Distinguished Service Order (DSO).
- J.J. Campbell, luitenant bij de Canadian Field Artillery werd onderscheiden met het Military Cross (MC).
- de sergeanten John Augustus Loffhagen en C. A. McInnis, de artillerist William Mawdsley en de kanonnier Patrick Murphy ontvingen de Military Medal (MM).